# Filips II van Brunswijk-Grubenhagen
Filips II van Brunswijk-Grubenhagen (2 mei 1533 - 4 april 1596) was van 1595 tot aan zijn dood hertog van Brunswijk-Grubenhagen. Hij behoorde tot het huis Welfen.

## Levensloop
Filips was de jongste zoon van hertog Filips I van Brunswijk-Grubenhagen en diens tweede echtgenote Catharina, dochter van graaf Ernst II van Mansfeld-Vorderort. Na het overlijden van zijn vader in 1551 was het zijn oudste broer Ernst III die hem opvolgde. Nadat Ernst III in 1567 zonder mannelijke nakomelingen was overleden, werd die opgevolgd Filips' oudere broer Wolfgang. Toen Wolfgang in 1595 kinderloos stierf, volgde Filips II hem op als hertog van Brunswijk-Grubenhagen.
Hertog Filips II was gehuwd met zijn nicht Clara van Brunswijk-Wolfenbüttel (1532-1595). Clara was voor het huwelijk abdis van de Abdij van Gandersheim en had haar kerkelijke carrière beëindigd toen de abdij als gevolg van de Reformatie bezet en geplunderd werd door troepen van de Schmalkaldisch Verbond. Het echtpaar ging resideren in het geseculariseerde klooster van Katlenburg, dat Filips in renaissancestijl liet herbouwen.
Toen Filips in 1595 hertog van Brunswijk-Grubenhagen was geworden, ging hij resideren in het kasteel van Herzberg. Hij bleef echter niet lang in deze functie, want in 1596 overleed Filips II. Omdat hij kinderloos gebleven was, stierf de linie Grubenhagen binnen het huis Welfen uit. Vervolgens werd Brunswijk-Grubenhagen geannexeerd door het hertogdom Brunswijk-Wolfenbüttel, dat bestuurd werd door zijn neef Hendrik Julius.
Filips werd bijgezet in de familiecrypte in de Sint-Gilliskerk van Osterode.